# Добжинево-Косьцельне
Добжинево-Косьцельне (пол. Dobrzyniewo Kościelne) — село в Польщі, у гміні Добжинево-Дуже Білостоцького повіту Підляського воєводства.
Населення — 191 особа (2011).
У 1975-1998 роках село належало до Білостоцького воєводства.

## Демографія
Демографічна структура станом на 31 березня 2011 року:
|          | Загалом | Допрацездатний вік | Працездатний вік | Постпрацездатний вік |
| -------- | ------- | ------------------ | ---------------- | -------------------- |
| Чоловіки | 97      | 25                 | 57               | 15                   |
| Жінки    | 94      | 25                 | 52               | 17                   |
| Разом    | 191     | 50                 | 109              | 32                   |